# 里格爾伍德 (北卡羅萊納州)
里格爾伍德（英語：Riegelwood）是位於美國北卡羅萊納州哥倫布縣的普查規定居民點。

## 人口
根據2020年美國人口普查的數據，里格爾伍德的面積為8.74平方千米，當中陸地面積為7.99平方千米，而水域面積為0.75平方千米。當地共有人口545人，而人口密度為每平方千米62.36人。